# Ophiopteron alatum
Ophiopteron alatum is een slangster uit de familie Ophiotrichidae.
De wetenschappelijke naam van de soort werd in 1917 gepubliceerd door Austin Hobart Clark.